# Hugues de Morville (fils)
Pour les articles homonymes, voir Hugues de Morville.
Hugues de Morville († 1173/1174), lord de Cunningham et de Lauderdale, est un chevalier anglo et scoto-normand au service du roi Henri II d'Angleterre à la fin du XIIe siècle. Il est l'un des assassins de l'archevêque de Cantorbéry Thomas Becket en 1170.

## Biographie

### Famille et parenté
Hugues est le fils aîné de Hugues de Morville († 1162), lord de Cunningham, Lauderdale et du nord de Westmorland, et de Béatrice de Beauchamp. Il est issu d'une famille baronniale assez notable qui a prospéré en Écosse et en Angleterre, où elle a reçu des terres de David Ier d'Écosse.
En 1158, Henri II accepte de reconnaître les propriétés des Morville dans le nord de l'Angleterre, mais à la condition que Hugues père les transmette à son fils. Hugues doit donc être majeur à cette date. Par la suite, il semble mener une carrière réussie au service du roi jusqu'aux années 1170, bien qu'il y ait peu d'indices pour l'indiquer. En 1170, il agit assez certainement comme justicier royal itinérant.

### Assassinat de Thomas Becket
À Noël 1170, il est à la cour royale qui se tient à Bur-le-Roi, près de Bayeux, en Normandie. La conduite de Thomas Becket est évoquée, et Henri II se demande « Quels misérables parasites et traîtres ai-je nourris et promus dans ma maison [royale], pour qu'ils laissent leur seigneur être traités avec un si honteux dédain par un petit clerc ? ». Plus tard, la tradition orale abrége cette question en « qui donc va me débarrasser de ce turbulent prêtre ? ». Hugues de Morville, Reginald FitzUrse et deux autres chevaliers royaux, Guillaume de Tracy et Richard Brito, décident alors de faire le voyage jusqu'à Cantorbéry. D'après Benoît de Peterborough, Morville est le plus éminent des quatre chevaliers conspirateurs.
Morville joue un rôle mineur dans l'assassinat de Becket, mais son statut devrait en faire l'interlocuteur principal de ce dernier. Toutefois, il y a consensus parmi les chroniqueurs contemporains pour affirmer que FittzUrse est l'interlocuteur principal. Un long débat a lieu, FitzUrse reprochant à l'archevêque l'excommunication des évêques anglais et son refus de faire couronner Henri le Jeune Roi. Finalement, il ordonne à Becket de s'exiler à nouveau, et devant son refus, une mêlée s'ensuit. Becket est poursuivi à travers son palais, puis dans sa cathédrale. À ce moment-là, Morville se détache de la meute et garde l'entrée de la nef, pour empêcher tout secours de venir en aide à l'archevêque. Une dernière tentative pour faire capituler l'archevêque ayant échoué, Becket est frappé sur le haut de la tête et meurt instantanément. Suivant les récits, le coup est attribué à Tracy ou FitzUrse. Ensuite, les chevaliers pillent le palais archiépiscopal et recherchent des lettres du pape pouvant prouver la trahison de Becket.
Les quatre meurtriers se réfugient la nuit suivante au château de Saltwood, puis à Londres, et enfin dans le château royal de Knaresborough (Yorkshire), alors sous la garde de Morville. Il n'y a aucune indication que ce dernier ait eu à souffrir de quelque défaveur royale que ce soit après son implication dans la mort de Becket.

### Décès
Morville meurt certainement avant la fin de l'année 1174, probablement alors qu'il est en pèlerinage en Terre sainte sur ordre du pape Alexandre III. Une partie de ses terres dans le Westmorland passe à sa sœur Maud, car il meurt sans descendance, et probablement sans avoir été marié.
Il y a souvent eu confusion entre lui et un autre Hugues de Morville, lord de Burgh by Sands, mort en 1202.